# 永丰站 (成都市)
永丰站位于成都市武侯区高新大道永丰路与肖家河沿街路口，是成都地铁8号线的一座地下车站，于2020年12月18日启用。

## 车站结构

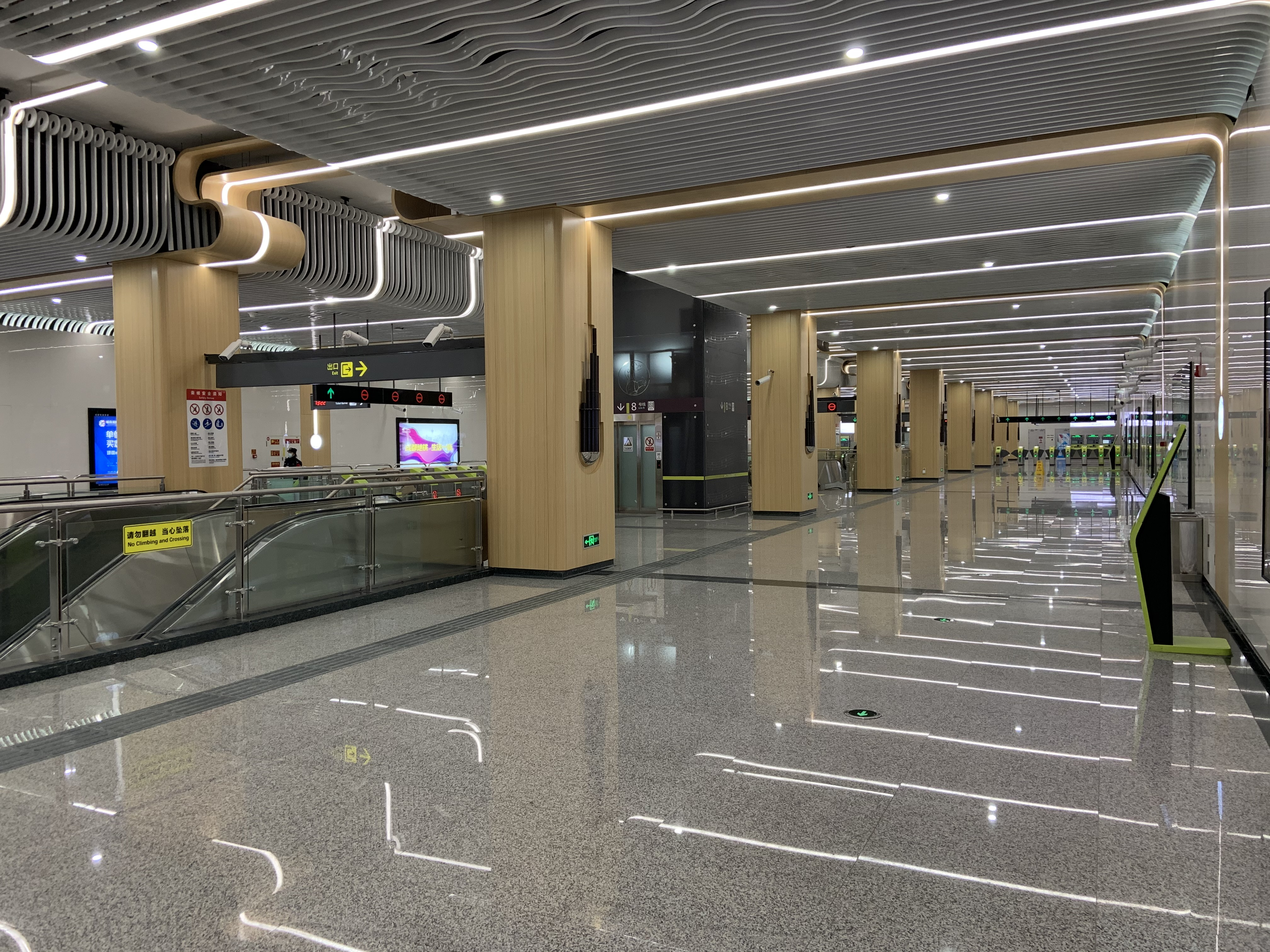
站厅层
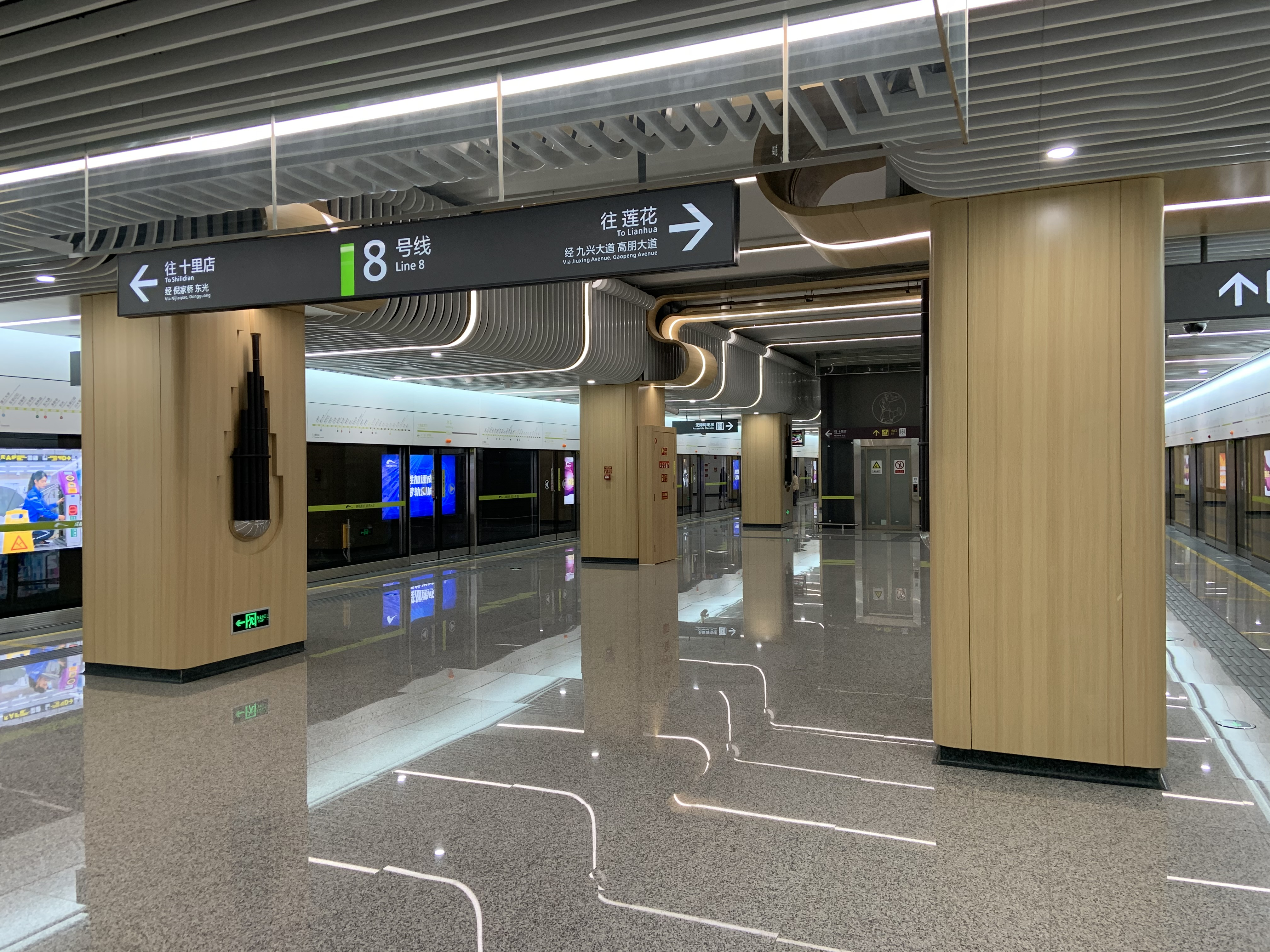
站台层

本站为地下二层岛式站台车站。
| 地面              | ·    | 出口A1/A2/B/D1/D2/D3                                                                                  |
| 地下一层          | 站厅 | 自助购票 客服中心                                                                                     |
| 地下二层          | 站台 | \| \| \| 8号线往桂龙路（芳草街） \| \| 島式 · 開左邊车门 \| \| \| \| \| \| 8号线往龙港（九兴大道） \| |
|                   |      | 8号线往桂龙路（芳草街）                                                                               |
| 島式 · 開左邊车门 |      | |
|                   |      | 8号线往龙港（九兴大道）                                                                               |

- 站厅层
- 站台层

## 内装与公共艺术
本站特色主题为笙。

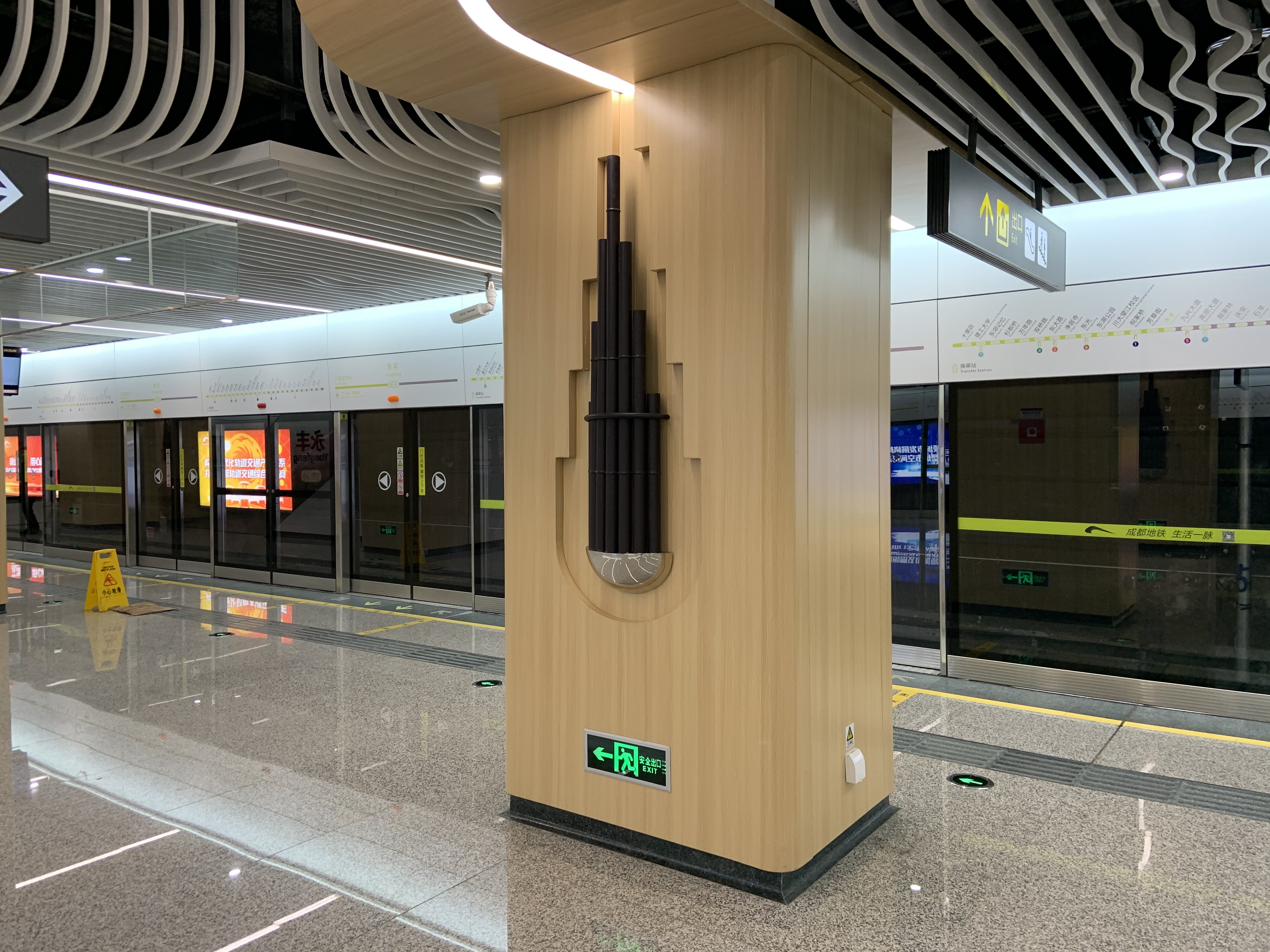
本站立柱上以笙为造型的装饰

本站8号线站区为8号线20座一般艺术站之一，以“传统国韵”为灵感，以中国传统乐器融入站点装修，并结合流线型天花板，打造出文化气息浓厚的乘车环境。。

## 出入口
本站目前开放6个出入口。
|              |              |                                          |      |
| 编号         | 设施         | 指示                                     | 照片 |
|              |              | 高新大道永丰路、肖家河沿街               |      |
| 出口 · A · 2 |              | 肖家河沿街                               |      |
| 出口 · B     | 无障碍电梯   | 肖家河沿街、肖家河沿巷、肖家河街         |      |
| 出口 · D · 1 | 无障碍卫生间 | 高新大道永丰路、肖家河沿街、二环路南四段 |      |
| 出口 · D · 2 |              | 高新大道永丰路、芳沁街、二环路南四段     |      |
| 出口 · D · 3 | 无障碍电梯   | 高新大道永丰路、芳草西二街、芳沁街       |      |